# Chiesa della Natività di Maria Vergine (Ferrara)
La chiesa della Natività di Maria Vergine è la parrocchiale di Cassana, frazione del comune di Ferrara. Rientra nel vicariato di San Maurelio dell'arcidiocesi di Ferrara-Comacchio e risale al XIII secolo.

## Storia

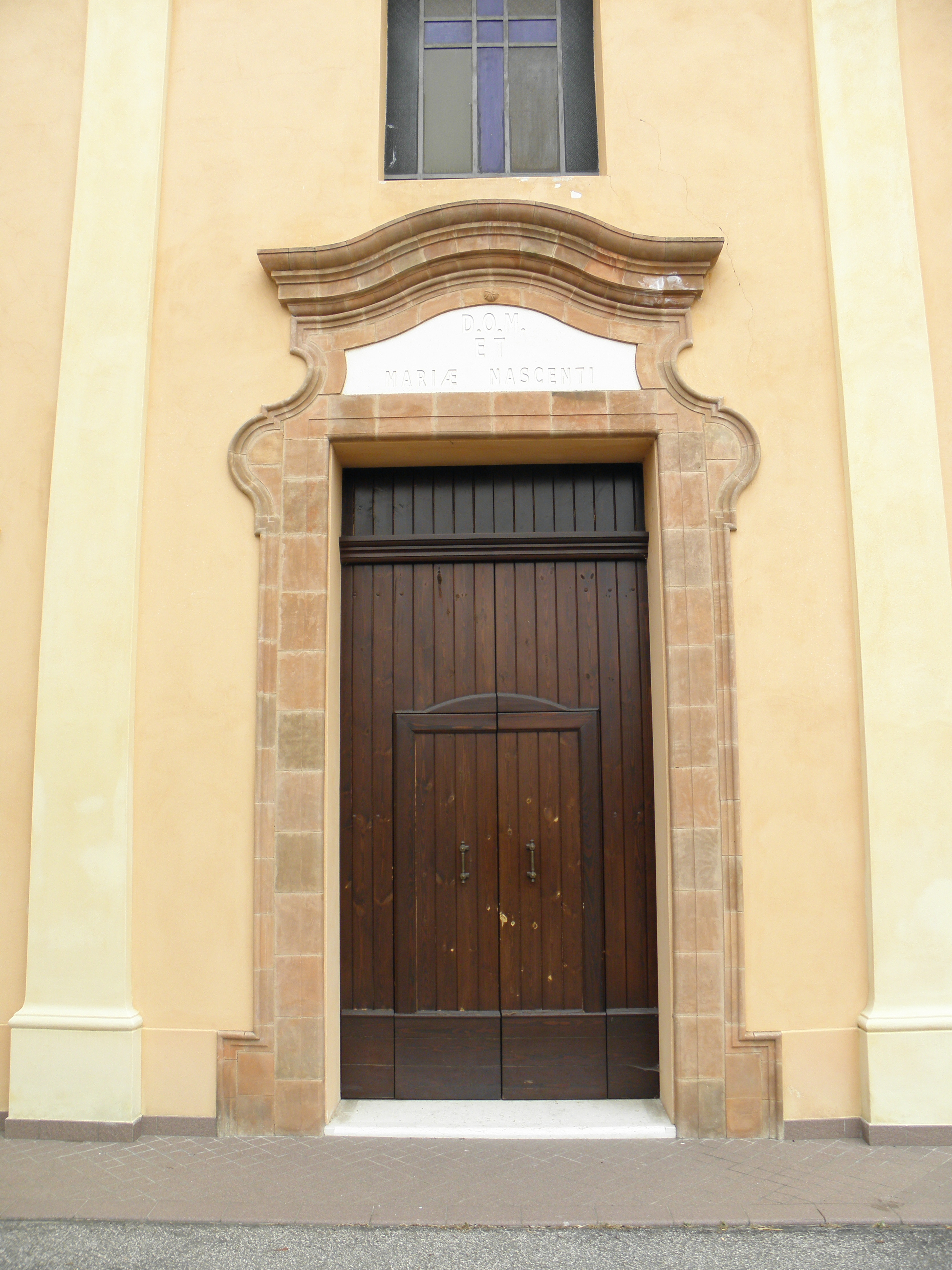
Portale sulla facciata

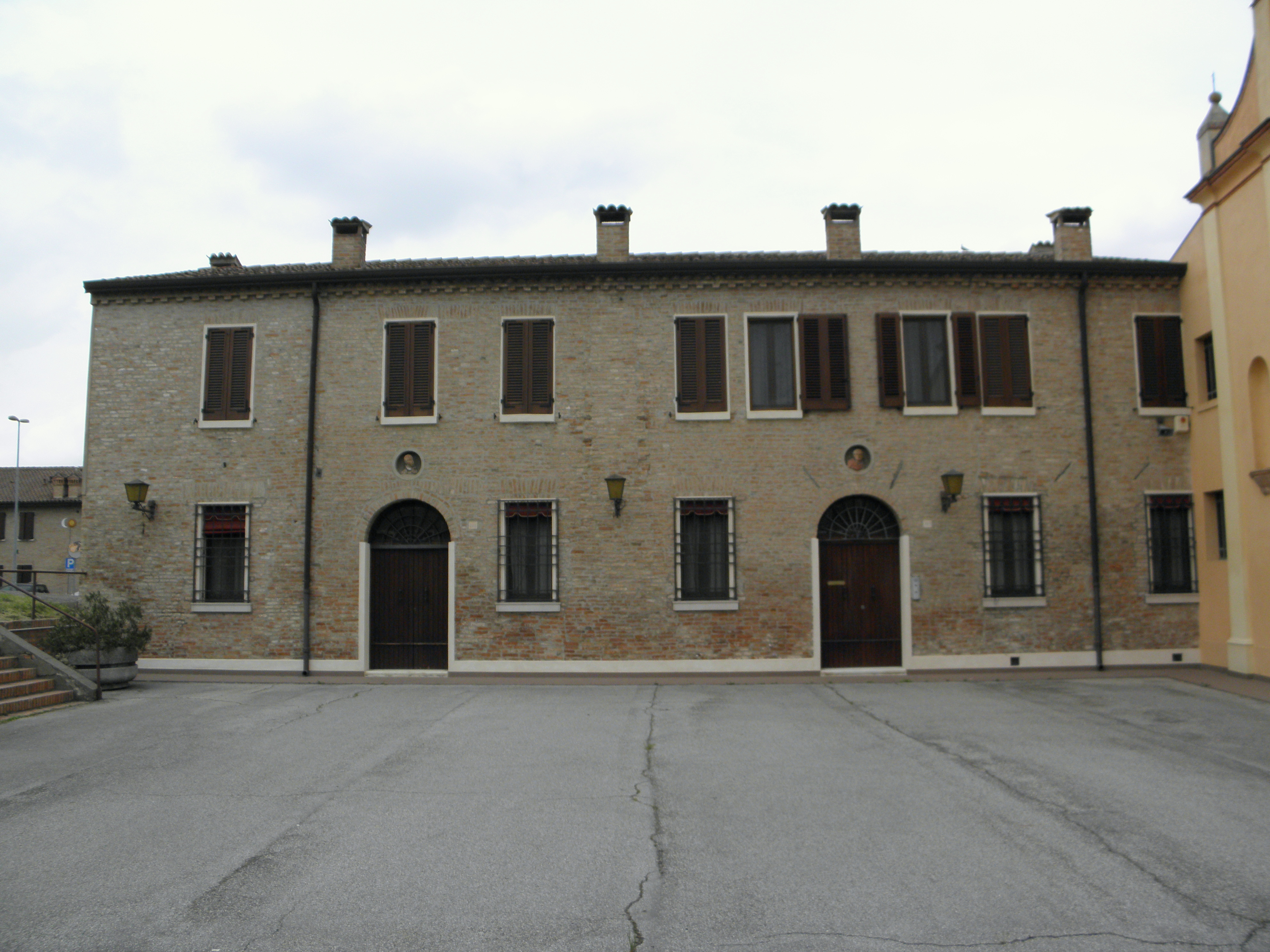
Canonica della chiesa che si affaccia sul sagrato

A Cassana esisteva una chiesa dedicata alla Natività di Maria già dal XIII secolo. A questa chiesa era legata un'isola che in quel tempo era formata dal Po, nel suo vecchio alveo, sulla quale attorno al XV secolo sorse un lazzaretto per contagiati dalla peste.
Tra il XVI ed il XVII secolo venne costruito un nuovo edificio religioso su un sito lontano dal precedente. Tale nuova chiesa, che da allora non fu soggetta ad altri spostamenti con ricostruzioni sul territorio, venne visitata da Giovanni Battista Maremonti nel 1570 ed in tale occasione si chiesero migliorie, come sostituire la pavimentazione della navata, sistemare gli altari e restaurare gli infissi, oltre ad intervenire sul confessionale del prelato. Alcuni anni dopo venne richiesta la realizzazione del battistero.
Nel 1746 venne costruita la canonica poi, tra il 1789 ed il 1794 ed ancora tra il 1871 ed il 1902, tutto l'immobile venne sottoposto a nuovi restauri e miglioramenti.
Gli ultimi interventi sulla struttura sono dell'inizio del XXI secolo.
Nella seconda metà del XVIII secolo fu parroco della chiesa il noto numismatico ferrarese don Vincenzo Bellini.

## Descrizione

### Esterni
L'edificio si trova a Cassana, frazione di Ferrara, nel punto dove storicamente scorreva un ramo poi abbandonato del Po, il Poatello. La facciata a salienti ha una parte centrale racchiusa tra paraste e, in alto, il frontone classicheggiante.

### Interni
L'aula è a navata unica ed è ampliata da cappelle laterali. La grande pala d'altare posta sull'altare maggiore raffigura la Natività di Maria Vergine.